# 우라카와정 (시즈오카현)
우라카와정(浦川町)은 시즈오카현의 서부, 도요다군·이와타군에 속해있던 정이다. 현재의 하마마쓰시에 해당한다.

## 역사
- 1889년 4월 1일 - 정촌제 시행에 의해 도요다군 우라카와촌이 성립하였다.
- 1896년 4월 1일 - 군 개편에 의해 이와타군에 속하게 되었다.
- 1936년 11월 3일 - 우라카와촌이 정으로 승격해 우라카와정이 되었다.
- 1951년 7월 15일 - 하라다바시 부근에서 국철 버스가 덴류강에 낙하해(덴류강 버스 전락 사고). 사망자는 30명 이상이 발생하였다.
- 1956년 9월 30일 - 사쿠마촌, 야마카촌, 시로니시촌과 합병해, 사쿠마정이 성립하여, 동일 구마촌은 폐지되었다.
- 1958년 11월 3일 - 후타마타정이 시로 승격해 덴류시로 개칭되었다.
- 2005년 7월 1일 - 덴류시, 다쓰야마촌이 하마마쓰시에 편입되었다.
- 2007년 4월 1일 - 하마마쓰시가 정령지정도시로 승격해, 구촌역이 덴류구가 되었다.

## 교통

### 철도
- 일본국유철도
  - 이다선

### 버스
- 국철 버스·엔테쓰 버스 사쿠마 선

## 참고문헌
- 『가도카와 일본 지명 대사전 22 静岡県』。